# アサド政権の崩壊

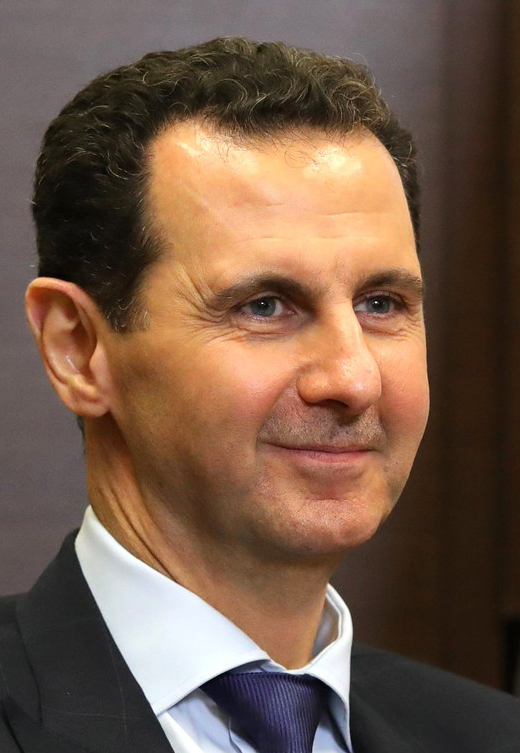
バッシャール・アル＝アサド

アサド政権の崩壊（アサドせいけんのほうかい、アラビア語: سقوط نظام الأسد）は、2024年12月8日に長年独裁体制を敷いていたシリアのバッシャール・アル＝アサド大統領がシリアの反体制派の攻撃を受け、国外に亡命し、アサド大統領率いるバアス党政権が崩壊した一連の動向を指す。

## 背景

### 独裁の開始
シリアの独裁体制は1970年、バッシャール・アル＝アサド大統領の父であるハーフィズ・アル＝アサドが権力を掌握した頃に始まり、その翌年である1971年にハーフィズが大統領に就任すると、本格的に独裁体制を固めた。
その後、約30年にわたり強権的な政治を続けたハーフィズが2000年に死去すると、その息子であるバッシャール・アル＝アサドが大統領に就任した。

### バッシャール・アル＝アサド政権下

#### シリア内戦まで
後継者指名を受けるまで眼科医師としてイギリスに留学していた経験もあるバッシャールは就任当初、父ハーフィズとは異なり、腐敗撲滅や政治の民主化にも取り組むなど、比較的穏健な統治を行ってきたが、2011年のアラブの春の影響を受けた市民などが反政府デモを起こすと武力弾圧を開始するなど、次第にデモなどへの対応がエスカレートしていった。

#### シリア内戦
しかし、弾圧がエスカレートしていくとデモや反乱がシリア全体に広がり、シリア軍と反体制派の戦闘が開始された。
ロシアやイランなどがシリア政府を支援したのに対し、トルコやカタールは反体制派、アメリカはロジャヴァを支援するなど、容易に決着がつかない内戦となり、膠着状態となった。

## 政権の崩壊
この膠着状態は2024年11月末に突如として打開された。打開された理由としてシリアを積極的に支援していたイランが2023年パレスチナ・イスラエル戦争にてイスラエルとの状況が悪化し、支援をしている場合ではなくなったことなどが理由に挙げられている。そして、その影響でイランの支援を受けているシリアが相対的に弱体化したため、反体制派にアレッポやダマスカスを占領されたという。
イスラエルは「武器が過激派の手に渡るのを阻止するため」として、ゴラン高原における緩衝地帯への進駐のほか、アサド政権崩壊からの1週間でシリア全土の軍事施設に対して350回以上の空爆を実施している。これに対し、国際連合は「市民を危険にさらし、秩序ある政権移行の見通しを損なうものだ」と非難し、直ちにやめるように求めている。

## 亡命
首都のダマスカスが占領されたことを受け、「アサド一家はロシアのモスクワに亡命した」とロシア外務省が報じた。
アサドは12月8日日曜日にダマスカスから飛行機で逃亡したが、ごく一部の人間以外には脱出の予定を伝えておらず、周囲には「ロシアから軍事支援が来る」「明日になれば分かる」と嘘を吹き込んでいたと元側近たちは証言している。